# Línea A (Metro de Medellín)
La Línea A del Metro de Medellín es una línea de metro utilizada como sistema de transporte masivo de alta capacidad, inaugurada el día 30 de noviembre de 1995. Su trazado atraviesa el Valle de Aburrá de norte a sur y viceversa, en una longitud total de 25.8 kilómetros, de forma elevada y a nivel. Posee una capacidad máxima de 35 555 pasajeros hora sentido, cuenta con 56 trenes, tiene un tiempo de recorrido de 40 minutos, con una frecuencia máxima de 3 minutos entre trenes. Su color distintivo es el azul.
Posee veintiún estaciones, cinco con integración a otras líneas, ocho elevadas, una parcialmente deprimida y el resto a nivel. Sirve directamente al municipio de Bello con tres estaciones, al Distrito de Medellín con trece estaciones y una estación en los municipios de Envigado, Itagüí, Sabaneta y La Estrella respectivamente.

## Inauguración
El 8 de abril de 1994 se realizó la primera prueba técnica en un trayecto de 11 km de la Línea A entre los talleres en Bello y la Estación Caribe. El 30 de noviembre de 1995 fue inaugurada por los entonces Presidente de la República Ernesto Samper Pizano, el alcalde de Medellín Sergio Naranjo y otras personas vinculadas a la obra, en un tramo de la Línea A, entre la Estación Niquía y la Estación Poblado. Posteriormente se inauguran las líneas B y C el 28 de febrero de 1996 y finalmente se habilita todo del sistema el 30 de septiembre de 1996 con la entrada en operación del tramo entre la Estación Poblado y la Estación Itagüí.

## Ampliaciones
El 11 de abril de 2003 comienza la construcción de la Línea K de tipo teleférico, integrada directamente con el sistema Metro. Para su realización fue necesaria la ampliación de la Estación Acevedo. Un año más tarde, el 30 de julio de 2004 es inaugurada la ampliación de la Estación Acevedo junto con la Línea K.
El 15 de febrero de 2007 se adjudican los trabajos de ampliación de la Estación Niquía de la Línea A del Metro de Medellín consistentes en la construcción nueva zona de integración de rutas de buses en conjunto con su conexión a la estación.
En marzo de 2007 comienzan los trabajos de ampliación la Estación Itagüí, consistentes en la construcción del acceso sur y una nueva zona de integración de rutas de buses en conjunto con su conexión a la estación.
El 29 de febrero de 2008 es inaugurada la ampliación de la Estación Itagüí. El 16 de mayo de 2008 es inaugurada la ampliación de la Estación Niquía. El 2 de septiembre de 2008 se da inicio al proyecto de extensión de la Línea A en 2,5 km de longitud hacia el sur, partiendo desde la Estación Itagüí hacia el municipio de Sabaneta. El proyecto incluyó la construcción de dos estaciones, una terminal parcialmente soterrada ubicada en la calle 77 sur (Estación la Estrella) y una intermedia a nivel en la calle 67 Sur (Estación Sabaneta).
El 22 de diciembre de 2011 es inaugurada la ampliación de la Estación Hospital junto con la línea 1 del Metroplús. Un año más tarde, el 17 de septiembre de 2012 es inaugurada la extensión al sur del Metro de Medellín.
El 17 de abril de 2022 se habilitan dos nuevas plataformas laterales paralelas a la plataforma central de la Estación Acevedo, para ampliar la capacidad de la estación, donde además de operar la línea K, se inauguró el 10 de junio de 2021 la línea P, integrada en la misma estación con la línea A.

## Recorrido
La Línea A del Metro de Medellín inicia su recorrido en el norte del Valle de Aburrá, en el barrio Niquía del municipio de Bello. Su primera estación es la Estación Niquía, estación elevada ubicada sobre la glorieta que une a la Autopista Norte con la Ruta Nacional 62. 
Continúa su recorrido por medio de un viaducto elevado hacia el sur occidente rodeando la Unidad Deportiva Tulio Ospina y los talleres del antiguo Ferrocarril de Antioquia, donde cambia a un trazado a nivel para llegar a la Estación Bello ubicada entre los patios y talleres del Metro de Medellín y Fabricato.
Su trazado sigue a nivel con dirección sur hasta tomar el borde occidental del Río Medellín, ubicándose la Estación Madera, siendo esta la última estación dentro de los límites del municipio de Bello. El metro mantiene su trazado paralelo al río en su costado occidental pasando por las estaciones Acevedo (con integración a las líneas K y P), Tricentenario y Caribe en el municipio de Medellín (está última con integración a la línea C de servicio interno, que funciona como vía de enlace entre las líneas A y B) y a la línea O de buses eléctricos que se dirige hacia el occidente de la ciudad.
Posterior a su paso por la Estación Caribe, la línea A se desvía hacia el oriente, separándose del trazado paralelo al río mediante viaducto, llegando a la estación Universidad, estación elevada que se ubica entre el Parque de los deseos y el Parque Explora. A partir de este punto toma dirección sur y discurre de forma elevada sobre la carrera 51, denominada Bolívar, por gran parte del centro del municipio de Medellín, ubicándose en esta zona las estaciones: Hospital, que cuenta con integración a la línea 1, Prado, Parque Berrío, San Antonio, que cuenta con integración a la línea B y a la línea T, Alpujarra, Exposiciones e Industriales, que cuenta con integración a las líneas 1 y 2 de Metroplús. 

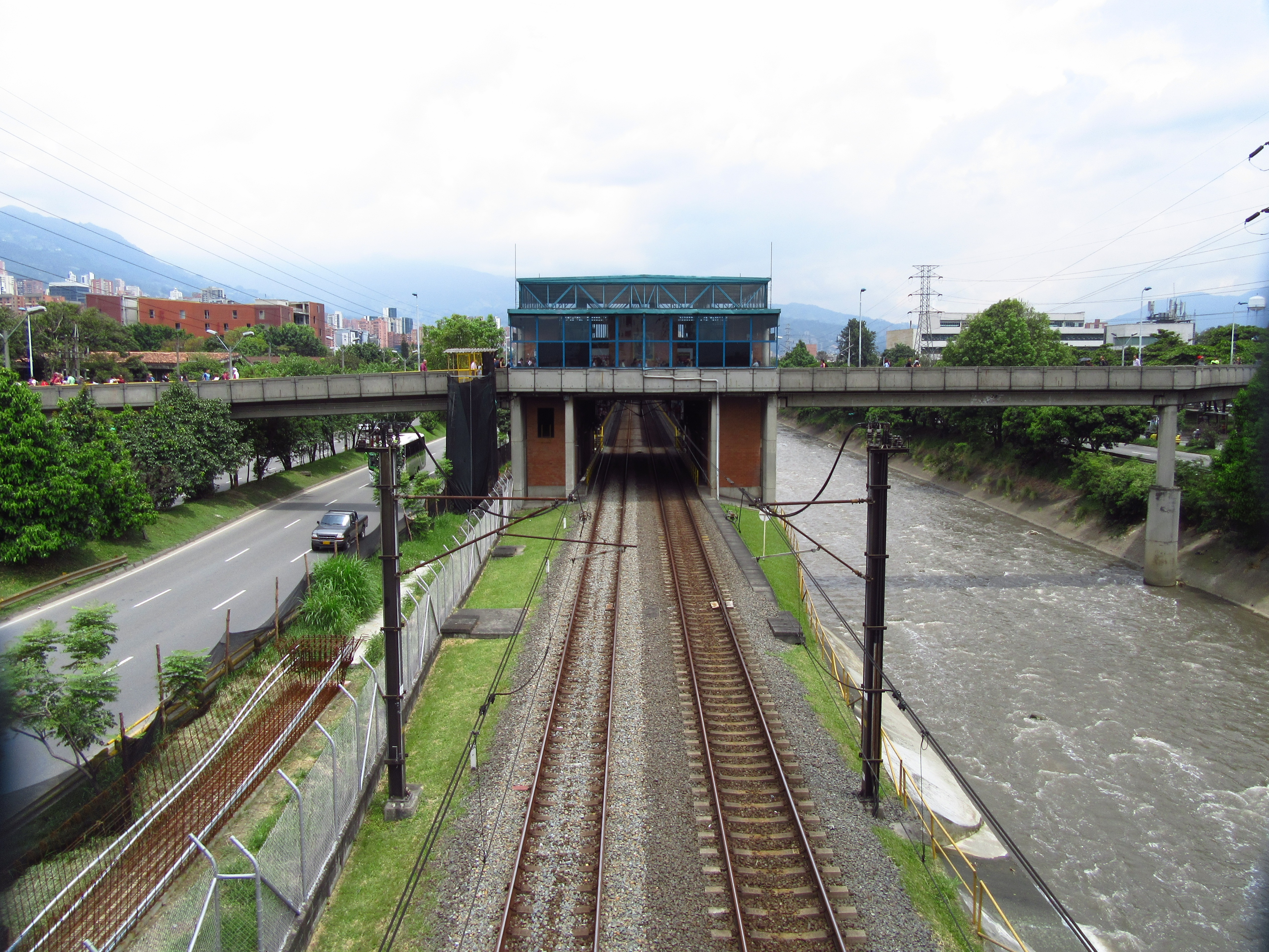
La estación Poblado.

A partir de la Estación Industriales el trazado continúa a nivel hacia el sur en el costado oriental del Río Medellín y adyacente a la Avenida Regional, ubicándose las estaciones Poblado, Aguacatala y Ayurá, esta última siendo la primera y única estación ubicada en jurisdicción del municipio de Envigado.
Posteriormente atraviesa el río Medellín mediante un puente de pérgolas para poder pasar al costado occidental pasa a nivel por las estaciones Envigado e Itagüí, ambas en jurisdicción del municipio de Itagüí.
El trazado de la Línea A retoma nuevamente el costado oriental del río Medellín pasando por medio de un nuevo puente de pérgolas, que continúa con un trazado a nivel, para llegar a la estación Sabaneta y posteriormente a la La Estrella, ambas ubicadas en el municipio de Sabaneta. La Estrella es la estación terminal de la línea A en el sur de la ciudad y fue construida soterrada parcialmente.

## Estaciones
La línea A del Metro de Medellín cuenta con 21 estaciones férreas, 13 de las cuales se encuentran en el municipio de Medellín, tres en el municipio de Bello, dos en el municipio de Itagüí, dos en el municipio de Sabaneta y una en el municipio de Envigado. Todas ellas están adaptadas para facilitar el ingreso a personas de movilidad reducida (PMR).
A continuación, el listado de las estaciones de la línea A. En negrita, estaciones de combinación con otras líneas del SITVA.
| Estación      | Inauguración             | Municipio | Dirección                                                            | Interconexión | Tipo de estación           | Tipología       |
| ------------- | ------------------------ | --------- | -------------------------------------------------------------------- | ------------- | -------------------------- | --------------- |
| Niquía        | 30 de noviembre de 1995  | Bello     | Diagonal 50A # 37–01                                                 | —             | Terminal                   | Elevada         |
| Bello         | 30 de noviembre de 1995  | Bello     | Calle 44 # 46–001                                                    | —             | De paso                    | A nivel         |
| Madera        | 30 de noviembre de 1995  | Bello     | Carrera 49 # 25B-20                                                  | —             | De paso                    | A nivel         |
| Acevedo       | 30 de noviembre de 1995  | Medellín  | Acceso norte: Carrera 63 # 103G-202 Acceso sur: Carrera 63 # 103G-86 |               | De paso y de interconexión | A nivel         |
| Tricentenario | 30 de noviembre de 1995  | Medellín  | Acceso norte: Carrera 63 94A-518 Acceso sur: Carrera 63 94A-318      | —             | De paso                    | A nivel         |
| Caribe        | 30 de noviembre de 1995  | Medellín  | Acceso norte: Carrera 64 75B-600 Acceso sur: Carrera 64 75B-400      |               | De paso y de interconexión | A nivel         |
| Universidad   | 30 de noviembre de 1995  | Medellín  | Calle 73 # 52-40                                                     | —             | De paso                    | Elevada         |
| Hospital      | 30 de noviembre de 1995  | Medellín  | Carrera 51 # 65-85                                                   |               | De paso y de interconexión | Elevada         |
| Prado         | 30 de noviembre de 1995  | Medellín  | Carrera 51D # 57-100                                                 | —             | De paso                    | Elevada         |
| Parque Berrío | 30 de noviembre de 1995  | Medellín  | Carrera 51 # 50-26                                                   | —             | De paso                    | Elevada         |
| San Antonio   | 30 de noviembre de 1995  | Medellín  | Carrera 51 A # 46-08                                                 |               | De paso y de interconexión | Elevada         |
| Alpujarra     | 30 de noviembre de 1995  | Medellín  | Carrera 51 # 41-43                                                   | —             | De paso                    | Elevada         |
| Exposiciones  | 30 de noviembre de 1995  | Medellín  | Acceso norte: Carrera 51 37-00 Acceso sur: Carrera 51 36-61          | —             | De paso                    | Elevada         |
| Industriales  | 30 de noviembre de 1995  | Medellín  | Carrera 49 # 24-435                                                  |               | De paso y de interconexión | A nivel         |
| Poblado       | 30 de noviembre de 1995  | Medellín  | Carrera 49 # 9-69                                                    | —             | De paso                    | A nivel         |
| Aguacatala    | 30 de septiembre de 1996 | Medellín  | Carrera 48C # 12 Sur - 50                                            | —             | De paso                    | A nivel         |
| Ayurá         | 30 de septiembre de 1996 | Envigado  | Carrera 49 # 25A Sur-35                                              | —             | De paso                    | A nivel         |
| Envigado      | 30 de septiembre de 1996 | Itagüí    | Carrera 42 # 59A-291                                                 | —             | De paso                    | A nivel         |
| Itagüí        | 30 de septiembre de 1996 | Itagüí    | Carrera 49 # 50 Sur-80                                               | —             | De paso                    | A nivel         |
| Sabaneta      | 5 de agosto de 2012      | Sabaneta  | Carrera 49 # 67 Sur                                                  | —             | De paso                    | A nivel         |
| La Estrella   | 24 de junio de 2012      | Sabaneta  | Carrera 49 # 77 Sur                                                  | —             | Terminal                   | Semisubterránea |